# Thời kỳ đồ đá cũ ở Nhật Bản

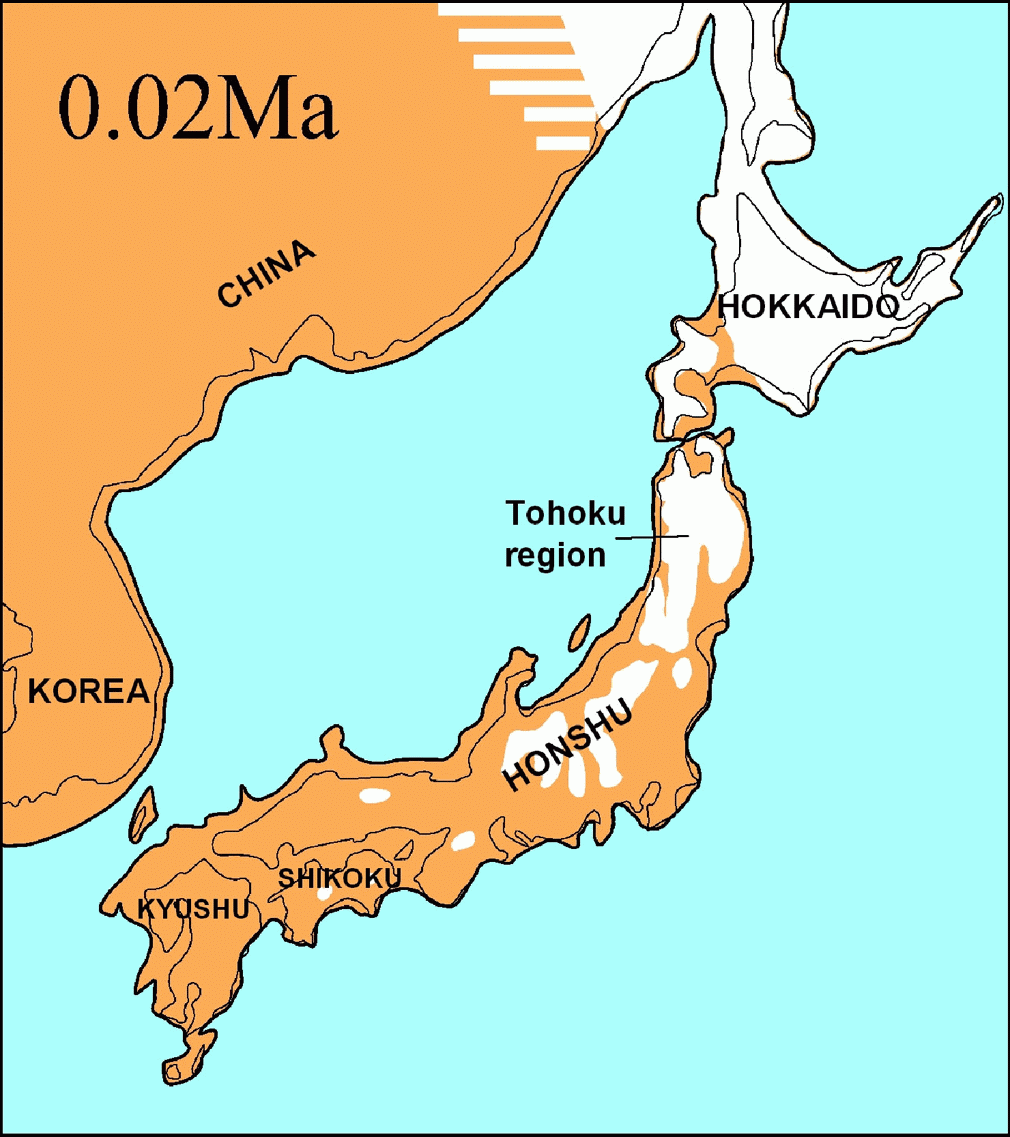
Nhật Bản ở thời kỳ băng hà cuối cùng, hậu kỳ thế Pleistocen khoảng 20.000 năm trước
Viền đen thể hiện Nhật Bản ngày nay

| Lịch sử Nhật Bản | Lịch sử Nhật Bản |
| --- | ---------------- |
| Tiền sửThời kỳ đồ đá cũ ~15000 TCN Thời kỳ Jōmon (Thằng Văn) ~15000 TCN–300 TCN Thời kỳ Yayoi (Di Sinh) tk 4 TCN–tk 3 |                  |
| Cổ đạiThời kỳ Kofun (Cổ Phần) tk 3–tk 7 Thời kỳ Asuka (Phi Điểu) 592–710 Thời kỳ Nara (Nại Lương) 710–794 Thời kỳ Heian (Bình An) 794–1185 |                  |
| Phong kiếnThời kỳ Kamakura (Liêm Thương) 1185–1333 Tân chính Kemmu (Kiến Vũ) 1333–1336 Thời kỳ Muromachi (Thất Đinh) 1336–1573 Thời kỳ Nam-Bắc triều 1336–1392 Thời kỳ Chiến Quốc 1467–1590 Thời kỳ Azuchi-Momoyama (An Thổ-Đào Sơn) 1573–1603 Mậu dịch Nanban (Nam Man) Chiến tranh Nhật Bản – Triều Tiên 1592–1598 Thời kỳ Edo/Tokugawa (Giang Hộ/Đức Xuyên)1603–1868 Chiến tranh Nhật Bản – Lưu Cầu Chiến dịch Ōsaka (Đại Phản) Tỏa Quốc Đoàn thám hiểm Perry Hiệp ước Kanagawa (Thần Nại Xuyên) Bakumatsu (Mạc mạt) Minh Trị Duy tân Chiến tranh Boshin (Mậu Thìn) |                  |
| Hiện đạiThời kỳ Minh Trị (Meiji) 1868–1912 Nhật xâm lược Đài Loan 1874 Chiến tranh Tây Nam Chiến tranh Nhật–Thanh Hiệp ước Mã Quan Chiến tranh Ất Mùi 1895 Phong trào Nghĩa Hòa Đoàn Hòa ước Portsmouth Hiệp ước Nhật–Triều 1910 Thời kỳ Đại Chính (Taishō) 1912-1926 Nhật Bản trong Thế chiến thứ nhất Sự can thiệp của Nhật Bản vào Siberia Đại thảm họa động đất Kantō 1923 Thời kỳ Chiêu Hòa (Shōwa) 1926–1989 Chủ nghĩa quân phiệt Nhật Bản Sự kiện Phụng Thiên Nhật Bản xâm lược Mãn Châu Hiệp ước chống Quốc tế Cộng sản Chiến tranh Trung–Nhật Cuộc tấn công Trân Châu Cảng Vụ ném bom nguyên tử xuống Hiroshima và Nagasaki Chiến tranh Xô–Nhật Nhật Bản đầu hàng Thời kỳ bị chiếm đóng 1945-1952 Nhật Bản thời hậu chiếm đóng Kỳ tích kinh tế Nhật Bản thời hậu chiến Thời kỳ Bình Thành (Heisei) 1989–2019 Thập niên mất mát Động đất Kobe 1995 Cool Japan Động đất và sóng thần Tōhoku 2011 Thời kỳ Lệnh Hòa (Reiwa) 2019–nay Đại dịch COVID-19 tại Nhật Bản |                  |
| Xem thêm Thiên hoàng • Niên biểu • Đế quốc Nhật Bản Kinh tế • Giáo dục • Quân sự • Hải quân • Di sản thế giới |                  |
| x t s |                  |

Thời kỳ đồ đá cũ (旧石器時代 (Cựu thạch khí thời đại) kyū-sekki-jidai) ở Nhật Bản bao trùm thời kỳ khoảng 100.000  đến 30.000 năm trước công nguyên, khi những công cụ bằng đá sớm nhất được tìm thấy, khoảng 14.000 năm TCN, vào cuối thời kỳ băng hà, tương ứng với sự mở đầu của thời kỳ đồ đá giữa Jōmon. Thời gian 35.000 năm TCN được phần lớn mọi người chấp nhân: mọi niên đại của sự hiện diện con người trên đảo quốc này trước 30.000-35.000 năm TCN đều vẫn còn bàn cãi, với các đồ tạo tác ủng hộ cho sự hiện diện con người trước năm 35.000 TCN về mặt khảo cổ học vẫn còn bị nghi ngờ về tính xác thực.

## Những công cụ đá sớm nhất
Công cụ đá sớm nhất của người Nhật, rìu và dao đá mài, được tìm thấy tại di chỉ Kamitakamori ở tỉnh Miyagi, có niên đại 500.000 năm TCN, nhưng sau đó phát hiện ra rằng đây là sự giả mạo của Fujimura Shinichi. Tuy vậy, phần lớn phát hiện về sơ kỳ đồ đá Nhật Bản bắt đầu sau năm 35.000 TCN, khiến cho niên đại này được phần lớn chấp nhận như là thời gian con người đã tiến tới Nhật Bản.
Xương người sớm nhất được phát hiện ở Hamamatsu thuộc Shizuoka. Phương pháp phóng xạ cacbon đã cho thấy hóa thạch này có niên đại 14.000-18.000 năm tuổi.

## Đá móng và công cụ được mài nhẵn

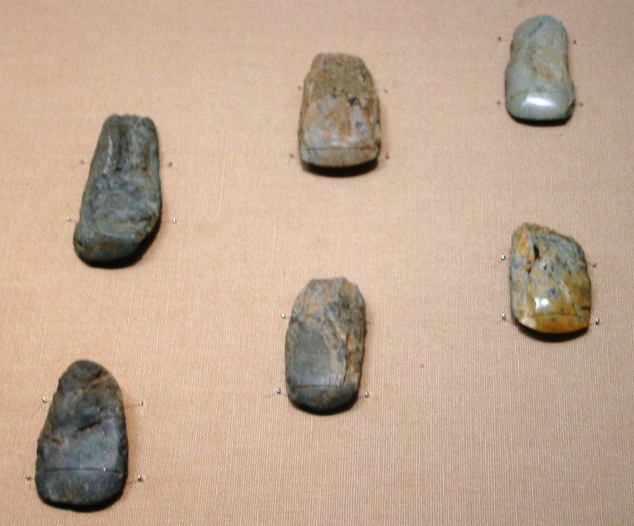
Công cụ đá được mài nhẵn hay rìu. di chỉ Hinatabayashi B, Shinanomachi, Nagano. Thời kì tiền Jōmon (thời kỳ đồ đá), 30.000 năm TCN. Bảo tàng Quốc gia Tokyo.

Thời kỳ đồ đá Nhật Bản cũng có sự độc đáo là sự xuất hiện của các đá móng và công cụ được mài nhẵn sớm nhất trên thế giới, niên đại khoảng 30.000 năm TCN, một công nghệ đặc trưng gắn với sự mở đầu của thời kỳ đồ đá mới, khoảng 10.000 năm TCN, tại phần còn lại của thế giới. Không rõ tại sao những công cụ như thế này lại được làm ra sớm đến thế ở Nhật Bản, mặc dù thời kỳ này gắn với sự ấm lên toàn cầu (cách ngày nay khoảng 30.000-20.000 năm), và các hòn đảo có lẽ đã hưởng lợi từ nó.
Vì sự độc đáo này, thời kỳ đồ đá cũ Nhật Bản không hoàn toàn phù hợp với định nghĩa theo truyền thống về thời kỳ đồ đá cũ dựa trên công nghệ chế tác đá (công cụ đá mài). Các công cụ thời kỳ đồ đá cũ Nhật Bản do đó thể hiện những đặc điểm tiêu biểu của thời kỳ đồ đá giữa và thời kỳ đồ đá mới từ những năm 30.000 TCN.

## Cổ nhân chủng học
Dân cư thời kỳ đồ đá cũ ở Nhật Bản, cũng như dân cư thời Jōmon sau này, có liên quan đến các nhóm người châu Á cổ sinh sống trên những phần rộng lớn của châu Á sau sự gia tăng dân số cấu thành bộ phần người ngày nay là người Trung Quốc, Triều Tiên, và Nhật Bản.
Các đặc điểm tiêu biểu của xương có rất nhiều điểm tương đồng giữa những nhóm người bản địa trên lục địa châu Á. Cấu trúc răng thuộc về nhóm Sundadont (răng Sunda), chủ yếu phân bố trong dân cư cổ ở Đông Nam Á (nơi dân cư hiện nay thuộc về nhóm Sinodont (răng Trung Quốc)). Đặc điểm hộp sọ có xu hướng khỏe hơn, với đôi mắt sâu.
Dân cư bản địa người Ainu, ngày nay phần lớn hạn chế trên hòn đảo phía Bắc Hokkaidō, có lẽ là hậu duệ của dân cư thời đồ đá cũ, và thể hiện các đặc điểm trong quá khứ được chỉ rõ là của đại chủng Âu, nhưng ngày nay có khuynh hướng nói chung coi họ là một phần của nhóm người sơ kỳ đồ đá cũ.
Phân tích gen dân cư ngày nay không hoàn toàn rõ ràng và có xu hướng thể hiện sự pha trộn gen giữa dân cư tối cổ Nhật Bản với những người mới đến (Cavalli-Sforza). Ước tính rằng 10 đến 20% gen chủ yếu của người Nhật hiện nay nhận được từ người bản địa cổ đại thời kỳ đồ đá cũ-Jōmon, với phần còn lại đến từ những người nhập cư từ lục địa, đặc biệt là trong thời kỳ Yayoi.

## Khảo cổ học về thời kỳ đồ đá cũ
Nghiên cứu về thời kỳ đồ đá cũ ở Nhật Bản không bắt đầu cho đến khá gần đây: di chỉ đồ đá cũ đầu tiên được phát hiện ngay sau khi kết thúc Chiến tranh thế giới thứ hai. Do những giả định trước đó rằng con người không sống ở Nhật Bản trước thời Jōmon, các hố khai quật thường chỉ dừng lại ở các vỉa đất thời Jōmon (14.000 năm TCN), và không được tiến hành xa hơn. Tuy vậy, từ khi phát hiện đầu tiên về thời kỳ đồ đá cũ, khoảng 5.000 di chỉ đồ đá cũ đã được phát hiện, một số trong số đó tại những di chỉ khảo cổ thời Jōmon.
Nghiên cứu về thời kỳ đồ đá cũ Nhật Bản được mô tả từ số lượng thông tin lớn của địa tầng học vì hoạt động tự nhiên của núi lửa ở hòn đảo này: các vụ phun trào lớn có xu hướng bao phủ các hòn đảo với các lớp bụi núi lửa, có thể dễ dàng xác định ngày tháng và có thể được tìm thấy trên khắp đất nước làm dữ liệu tham khảo. Một tầng đất quan trọng như thế là đá bọt AT (Aira-Tanzawa), bao phủ toàn bộ Nhật Bản khoảng 21.000-22.000 năm.
Năm 2000, danh tiếng của ngành khảo cổ học Nhật Bản về thời kỳ đồ đá cũ bị tổn hại nặng nề vì một vụ scandal. Tờ Mainichi Shimbun phanh phui chuyện các bức ảnh theo đó Shinichi Fujimura, một nhà khảo cổ học nghiệp dư tại tỉnh Miyagi, là những đồ tạo tác sắp đặt trước tại di chỉ Kamitakamori, nơi ông ta "tìm thấy" các đồ tạo tác ngày hôm sau. Ông này đã thừa nhân sự bịa đặt trong một cuộc phỏng vấn trên một tờ báo. Viện Khảo cổ học Nhật Bản hủy bỏ tư cách thành viên của Fujimura. Một đội điều tra đặc biệt của Hội khám phá ra rằng gần như mọi đồ tạo tác mà ông này đã tìm ra đều là đồ giả.
Kể từ khi vụ giả mạo bị khám phá, chỉ một vài di chỉ có thể phỏng đoán rằng có hoạt động của con người ở Nhật Bản từ 40.000-50.000 năm TCN, và thời gian đầu tiên được chấp nhận rộng rãi về sự hiện diện của con người trên hòn đảo này có thể tin được là 35.000 năm TCN.